# Máximo Fjellerup
Máximo Hugo Fjellerup (Tres Arroyos, 25 novembre 1997) è un cestista argentino.

## Carriera
Con l'Argentina ha disputato i Campionati mondiali del 2019 e due edizioni dei Campionati americani (2017, 2022).